# Idroterapia

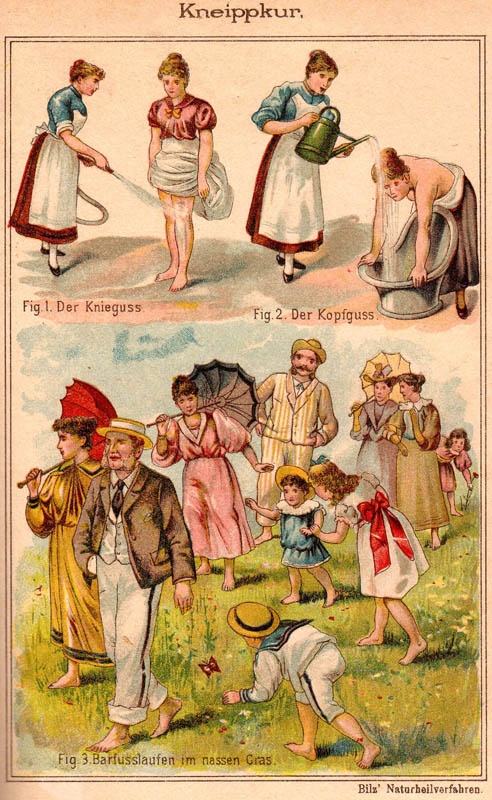
Illustrazione di alcuni rimedi della Kneippkur, o «terapia Kneipp», dal nome del suo fondatore: trattamento idroterapico delle ginocchia, del capo, e camminata a piedi nudi sull'erba bagnata.

L'idroterapia è un termine che indica sistemi di cura basati sull'acqua, anche se il successo della terapia non è necessariamente dovuto all'acqua in sé, ma ai risultati ottenibili mediante l'applicazione sul corpo umano di stimoli:
- termici (caldo-freddo che si possono quindi ottenere anche con fieno, argilla o altro)
- meccanici grazie a maggiore o minore pressione e/o attrito generato sulla pelle
- chimici grazie ai preparati che possono essere aggiunti all'acqua

Il termine idroterapia è normalmente riferito alle proprietà fisiche dell'acqua (naturale, termale o medicata), mentre balneoterapia si riferisce alla cura di affezioni reumatiche o cutanee per mezzo d'immersione in acque minerali o termali.
L'acqua possiede, una serie di proprietà chimico-fisiche (coefficiente di scambio termico molto maggiore dell'aria, capacità di assorbire il calore, eccetera) che ne fanno lo strumento più efficace all'applicazione di stimoli termici (questa è una delle ragioni per cui lo stimolo umido è più intenso di quello asciutto).

## Storia

### Nella storia antica
Già i medici egizi (che erano al tempo stesso sacerdoti, astronomi e artisti) attribuivano grande importanza a diverse misure igieniche (alimentazione sana, scelta del vestiario, ginnastica e applicazioni idroterapiche).
Le donne dei Macedoni si bagnavano con acqua fredda dopo aver partorito (norma igienica e prevenzione delle emorragie post parto) e nei canti omerici (1000 anni a.C.) si parla dei riti di purificazione con l'acqua per entrare nel tempio di Esculapio (dio greco della medicina).
Nella cultura dell'antica Grecia prima ed ellenica poi, ritroviamo resti archeologici di case e bagni e numerosi riferimenti alle virtù curative dell'acqua (Pindaro 518-446 a.C. "L'acqua è ciò che di meglio esiste").
Pitagora (530 a.C.) raccomandava ai propri discepoli la pratica dei bagni freddi e la dieta vegetariana (insieme ad alcune piante medicinali e alla ginnastica).
Ippocrate di Coo (460-377 a.C.) fece largo uso dell'idroterapia sottolineando l'importanza della pelle come organo disintossicante dell'organismo, ma nello stesso tempo mise in guardia di come l'uso di applicazioni sia calde, sia fredde potesse danneggiare la salute se non praticate correttamente (considerando tra l'altro lo stato di sensibilità e la capacità di reazione del paziente).
Molti dei procedimenti idroterapici fondamentali (vapori, compresse umide con acqua dolce o acqua marina e miele o aceto) che vengono usati oggi furono già messi in pratica da Ippocrate. 
Dagli scritti di Cicerone, Cesare Augusto, Orazio, Plinio il Vecchio e soprattutto Aulo Cornelio Celso e Galeno si evince come le pratiche idroterapiche (irrigazioni, assunzioni per bocca, docce, bagni totali e parziali), spesso imparate dai medici greci, siano diventate importanti presso i Romani che diedero loro un forte sviluppo attraverso la diffusione delle terme e delle installazioni balneari.
Col decadimento dell'impero romano si perdono le tracce della sua applicazione e anche nel successivo periodo medioevale (XI secolo) si sviluppa più la fitoterapia.

### Nella storia moderna

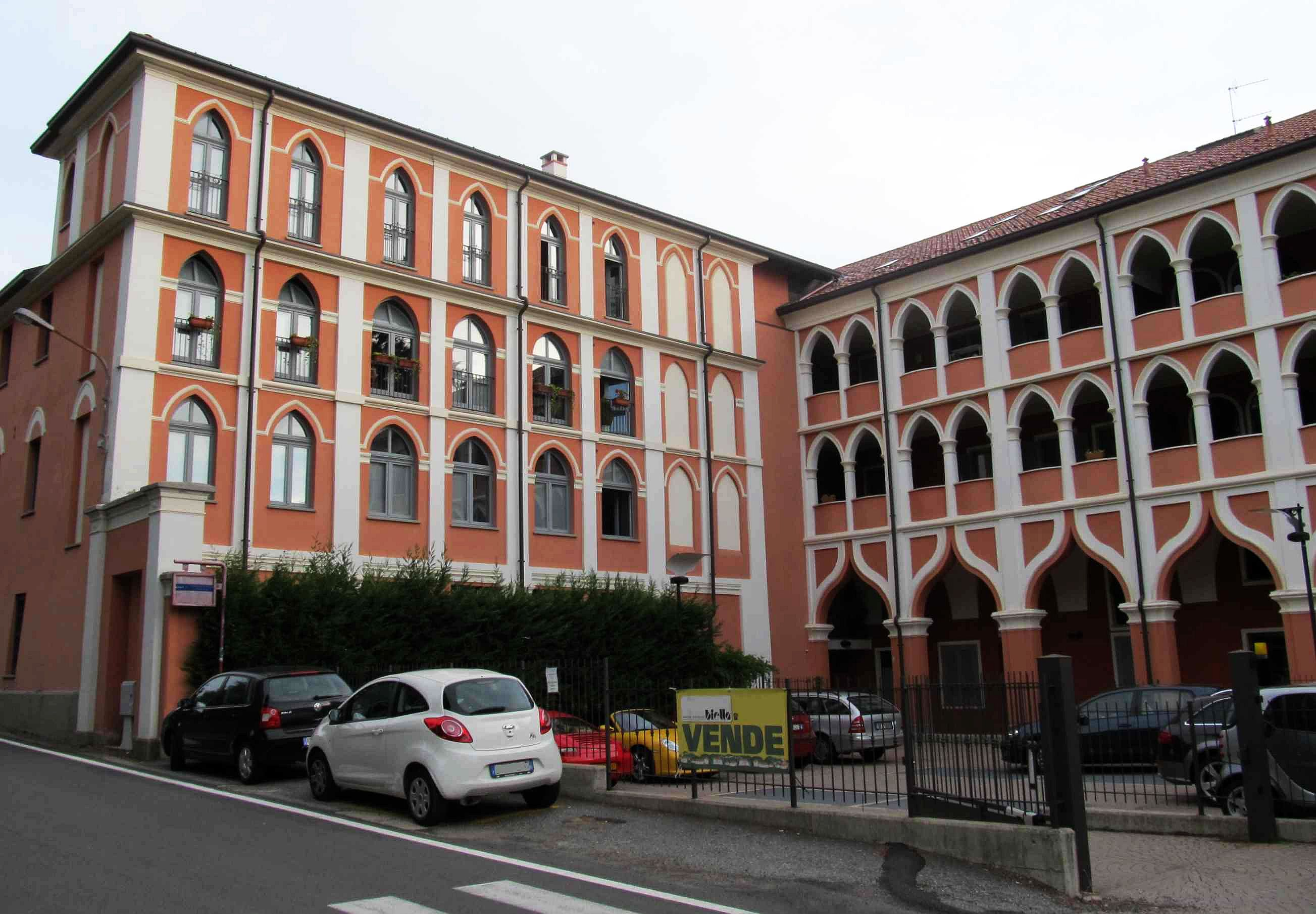
L'ex stabilimento idroterapico di Cossila - fondato nel 1858 - nel 2012

La prima ripresa dell'idroterapia si ha con John Floyer (1649-1714 Inghilterra), Vincente Perez (Spagna), Friedrich Hoffmann (1660-1742 Germania), Von Hildebrandt (Vienna), R. Russell (Inghilterra) e Christoph Wilhelm Hufeland (1762-1836 Germania) con gli studi sulla talassoterapia.
Lo sviluppo dell'idroterapia moderna si può far risalire a Sigmund Hahn (1664-1742) e Johann S. Hahn (1696-1773), detti i "medici rubinetto" (Hahn = rubinetto in tedesco), poiché curavano anche il tifo con l'acqua fredda, attraverso bagni e spugnature (oltre che con l'alimentazione e il digiuno), e a Theodor Hahn (che, come Pitagora, vi abbinava la dieta vegetariana), ma soprattutto alle osservazioni e applicazioni dell'utilizzo curativo dell'acqua fredda di Vincent Priessnitz e di Sebastian Kneipp che con l'acqua (in particolare quella fredda) curarono migliaia di pazienti.
Si deve infine al medico viennese Wilhelm Winternitz (1835 – 1917 allievo del dottor Schindler, che aveva continuato l'opera di Priessnitz) l'inserimento dell'idroterapia nei programmi d'insegnamento ufficiali della facoltà di Medicina di Vienna e poi in Europa.

## Tecniche
Tra le diverse tecniche utilizzate in idroterapia ricordiamo:
- Spugnature
- Impacchi
- Compressa
- Fomento
- Docce o effusioni
- Bagni freddi
- Bagni caldi
- Bagni ipertermici
- Irrigazioni nasali
- Bagni e docce parziali
- Vapori
- Sauna
- Trattamenti con fango, argille o terra medicinali, cagliata di latte
- Massaggio con ghiaccio
- Sacchetto di fieno (o patate / semi lino)
- Fieno greco
- Rotolo caldo (Heisse Rolle)
- Compressa di ricino
- Docce di contrasto